# آلن جی. بارد
آلن جی. بارد (انگلیسی: Allen J. Bard؛ زادهٔ ۱۸ دسامبر ۱۹۳۳ درگذشته ۱۱ فوریه ۲۰۲۴) یک شیمی‌دان اهل ایالات متحده آمریکا بود. تخصص وی در حوزه الکتروشیمی بود. وی بیش از ۹۰۰ مقاله پژوهشی داوری شده داشت.